# Limaciopsis
Limaciopsis es un género con dos especies de plantas de flores perteneciente a la familia Menispermaceae. Nativo  de Congo y Gabón.

## Especies seleccionadas
| - Limaciopsis loangensis - Limaciopsis valida |